# 摩西与亚伦教堂
摩西与亚伦教堂（荷蘭語：Mozes en Aäronkerk）位于阿姆斯特丹的滑铁卢广场，是一座罗马天主教教堂。
该堂供奉里斯本的聖安多尼，由方济各会管理。目前的教堂建于1837-1841年，新古典主义立面，内部为巴洛克式。
|  |  |  |